# Пфейффер Георгій Васильович
Гео́ргій (Ю́рій) Васи́льович Пфе́йффер (* 24 жовтня 1872, Сокиринці — † 10 вересня 1946, Київ) — український математик. Академік АН УРСР (від 1920 року).

## Біографія
Народився 24 жовтня 1872 року в селі Сокиринцях (нині Срібнянського району Чернігівської області).
1896 року закінчив Київський університет. Пфейфера залишили при університеті для підготовки до професорського звання.
У 1899—1909 роках викладав у Київському політехнічному інституті, у 1909—1946 роках — у Київському університеті.
У 1941—1944 роках був директором об'єднаного Інституту математики та фізики АН УРСР.

Могила Г. В. Пфейффера

Помер 10 вересня 1946 року. Похований в Києві на Лук'янівському кладовищі (ділянка № 13-3).

## Наукова діяльність
Основні праці стосуються теорії диференціальних рівнянь із частинними похідними. Створив загальний спосіб формального інтегрування нелінійних рівнянь і повних систем нелінійних рівнянь із частинними похідними першого порядку.